# Mimoides phaon
Espèce
Mimoides phaon ou Machaon à flancs rouges est une espèce d'insectes lépidoptères (papillons) qui appartient à la famille des Papilionidae, à la sous-famille des Papilioninae et au genre Mimoides.

## Dénomination
Mimoides phaon a été décrit par l'entomologiste français Jean-Baptiste Alphonse Dechauffour de Boisduval en 1836 sous le nom de Papilio phaon.

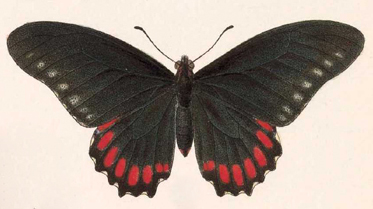
Mimoides phaon phaon

Synonyme : Eurytides phaon.

### Sous-espèces
- Mimoides phaon phaon ; présent au Mexique, au Honduras et à Belize.
- Mimoides phaon therodamas (C. & R. Felder, 1865) ; présent en Colombie, au Venezuela et dans l'est de l'Équateur[1].

### Nom vernaculaire
Mimoides phaon se nomme Red-sided Swallowtail ou Variable Swallowtail en anglais,.

## Description
Mimoides phaon est un papillon marron aux ailes antérieures à bord externe concave et aux ailes postérieures à bord externe festonné. Le dessus est marron iridescent avec une ligne submarginale de taches qui déterminent deux formes : elles sont blanc grisé dans la première forme, rouge aux ailes postérieures dans la seconde forme.

## Biologie

### Plantes hôtes
Les plantes hôtes de la chenille de Mimoides phaon sont des Annona.

## Écologie et distribution
Mimoides euryleon présent au Mexique, au Honduras, au Venezuela, en Équateur et  Colombie.

### Protection
Pas de statut de protection particulier.